# Municipio de Sherman (condado de Cuming)
El municipio de Sherman (en inglés: Sherman Township) es un municipio ubicado en el condado de Cuming en el estado estadounidense de Nebraska. En el año 2010 tenía una población de 544 habitantes y una densidad poblacional de 5,29 personas por km².

## Geografía
El municipio de Sherman se encuentra ubicado en las coordenadas 41°46′43″N 96°41′44″O / 41.77861, -96.69556. Según la Oficina del Censo de los Estados Unidos, el municipio tiene una superficie total de 102.77 km², de la cual 99,87 km² corresponden a tierra firme y (2,82 %) 2,9 km² es agua.

## Demografía
Según el censo de 2010, había 544 personas residiendo en el municipio de Sherman. La densidad de población era de 5,29 hab./km². De los 544 habitantes, el municipio de Sherman estaba compuesto por el 91,36 % blancos, el 0,37 % eran afroamericanos, el 0,55 % eran amerindios, el 6,43 % eran de otras razas y el 1,29 % eran de una mezcla de razas. Del total de la población el 8,46 % eran hispanos o latinos de cualquier raza.